# Hof van Belsele
Het voormalig Feodaal Hof van Belsele (ook: Bisschoppelijk kasteel) is een lusthof in de tot de Oost-Vlaamse gemeente Sint-Niklaas behorende plaats Belsele, gelegen aan Kasteeldreef 13-17.

## Geschiedenis
De geschiedenis van dit domein gaat terug tot de 18e eeuw. Het werd aangekocht door bisschop Maximiliaan van der Noot die het in 1754 gedeeltelijk liet verbouwen en het bestemde als een rustoord voor priesters. In 1904 werd het ingrijpend gewijzigd in opdracht van bisschop Antoon Stillemans naar ontwerp van Stephan Mortier. In 1906 kwamen de Zusters van de Heilige Engelen naar dit domein om de zorg voor oudere priesters op zich te nemen.

## Domein
Op het domein vindt men een kasteel met voormalig koetshuis en hovenierswoning. Ook zijn er enkele herenhuizen, een 18e-eeuws tuinpaviljoentje en een grot met heiligenbeeld van 1935. Dit alles bevindt zich in een omgracht park met vijver en monumentale bomen.
Het voormalig koetshuis, nu een woning, heeft een neogotisch interieur. Het kasteel heeft een oude kern, maar het aanzicht is neotraditionalistisch met trapgevels en dergelijke. Het symmetrisch bakstenen bouwwerk heeft een ingebouwd torentje boven de ingang. Ook hier is een neogotische aankleding van het interieur, en er is een huiskapel.

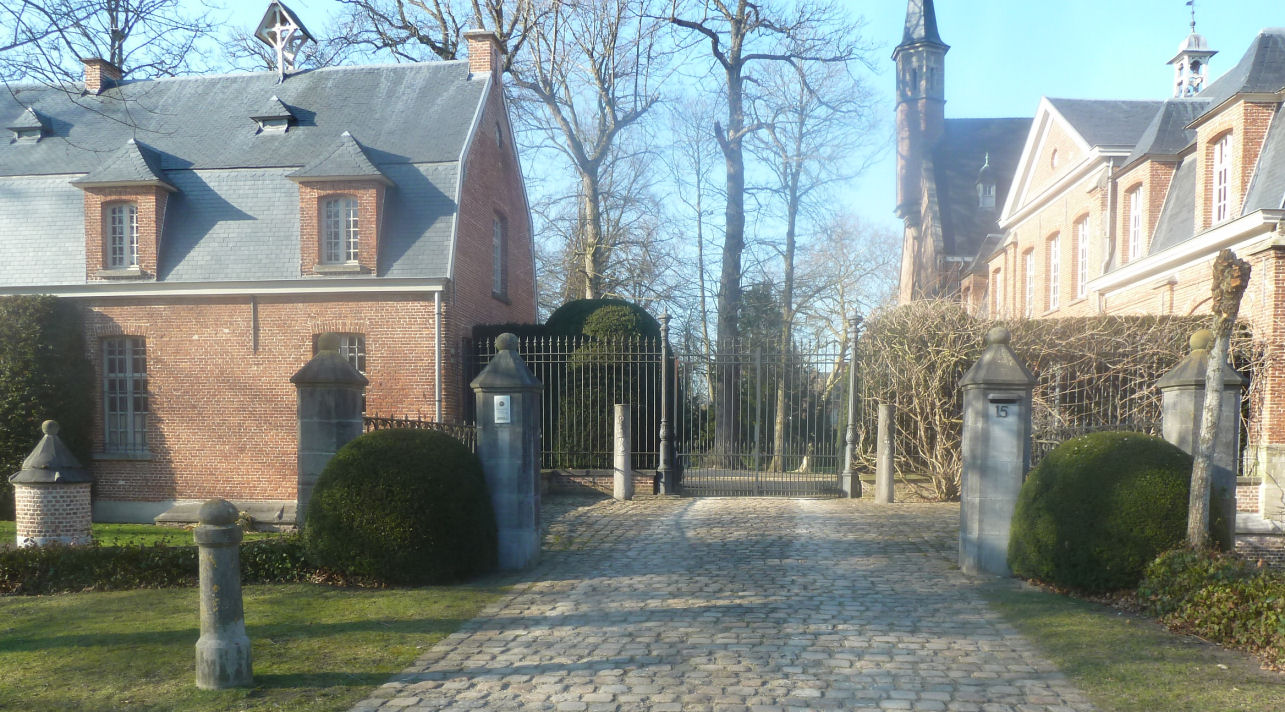
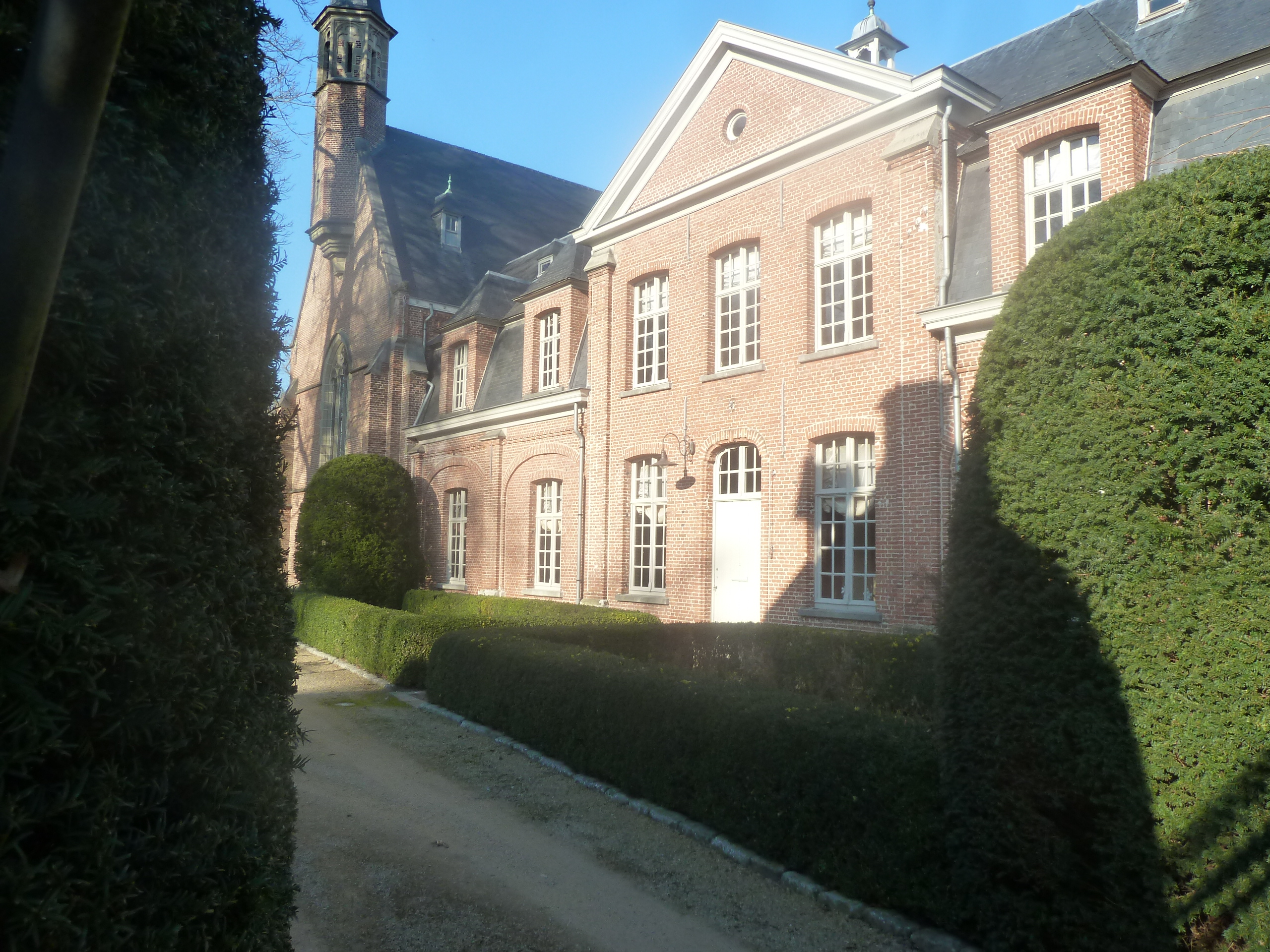
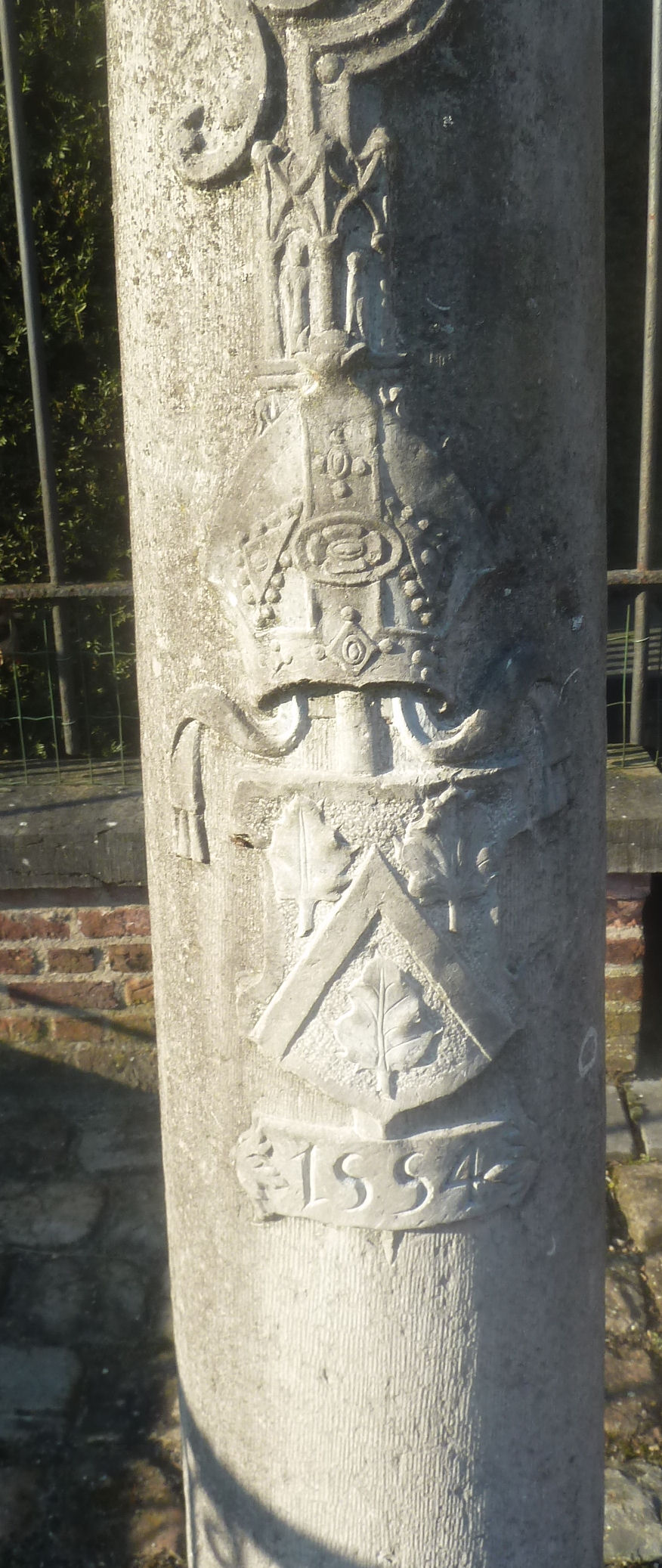
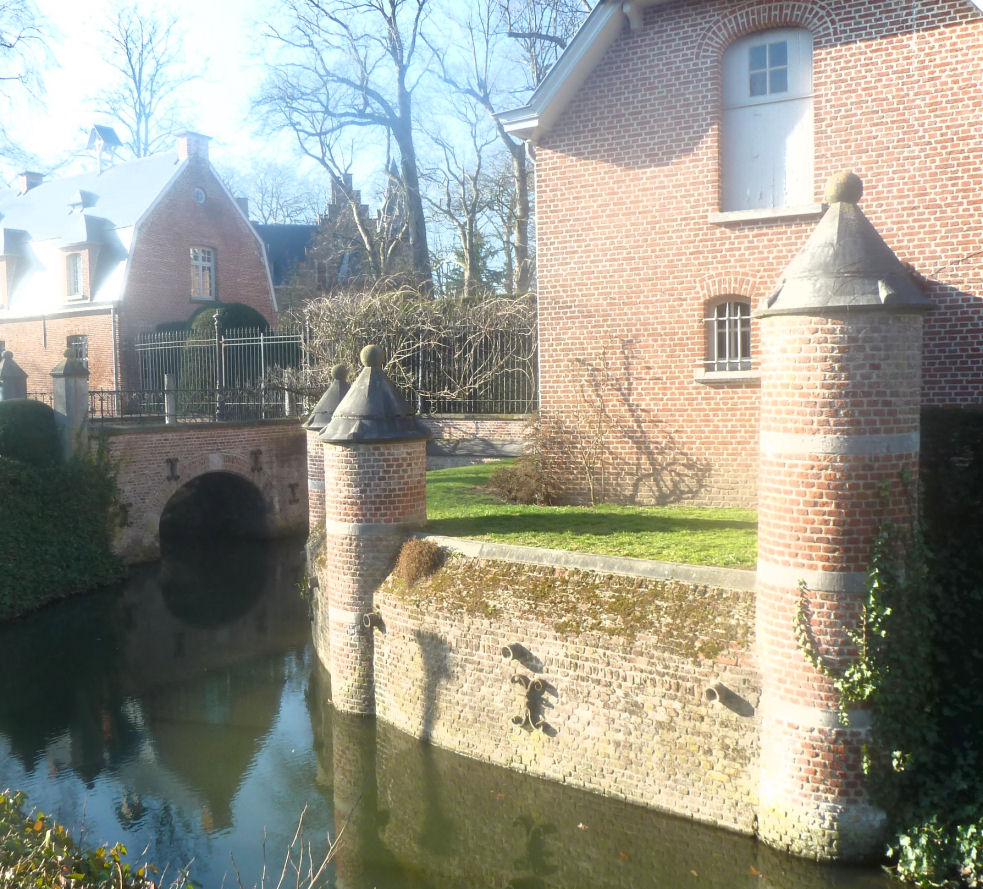